# Marsden Madoka
Marsden Herman Madoka (* 15. März 1943 in Mwatate, Provinz Coast, Kenia) ist ein kenianischer Politiker, der unter anderem zwischen 2001 und 2003 Außenminister war.

## Leben
Madoka trat nach seiner schulischen Ausbildung an der Hospital Hill Primary School sowie der Shimo La Tewa High School  in die Kenya Defence Forces ein und wurde am 12. Dezember 1964 zum Hauptmann befördert. Er war unter anderem Aide-de-camp von Präsident Jomo Kenyatta und schied 1974 als Major aus dem aktiven militärischen Dienst.
Im Anschluss wechselte er in die Wirtschaft und wurde 1974 Personalmanager des Unternehmens SUCS/EABL sowie zugleich Geschäftsführer des Unternehmens EABL. Im September 1983 wurde er Mitglied des University Students Accomodation Board, ein Gremium zur Verwaltung der Studentenunterkünfte und Mensen der University of Nairobi. Im Februar 1985 wurde er außerdem Mitglied des Pension Appeals Tribunal, ein vierköpfiges Militärgericht, das sich mit Berufungsverfahren bei Armeerenten befasste.
Bei den Parlamentswahlen am 29. Dezember 1997 wurde Madoka als Kandidat der Kenya African National Union (KANU) erstmals zum Mitglied er Nationalversammlung gewählt und vertrat in dieser bis zu den Wahlen am 27. Dezember 2007 den Wahlkreis Mwatate. Zwischenzeitlich war er bei den Parlamentswahlen vom 27. Dezember 2002 wiedergewählt worden.
Kurz darauf ernannte ihn Präsident Daniel arap Moi 1998 zum Staatsminister für Provinzverwaltung und innere Sicherheit. Im Rahmen einer Regierungsumbildung wurde er 2001 Nachfolger von Chris Obure als Außenminister und bekleidete diese Funktion bis zu seiner Ablösung durch Kalonzo Musyoka 2003.